# أراوكانيا وباتاغونيا

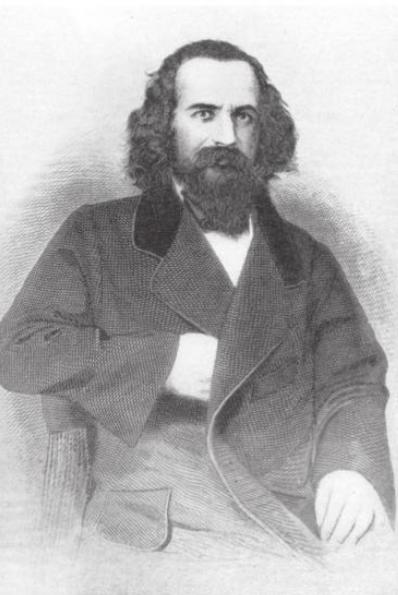
أوريلي-أنتون الأول ملك أراوكانيا وباتاغونيا.

مملكة أراوكانيا وباتاغونيا أسست من قبل محامي ومغامر فرنسي يدعى أوريلي-أنتون تونينس (Orelie-Antoine de Tounens) في أمريكا الجنوبية في منتصف القرن التاسع عشر الميلادي. في ذلك الوقت كان السكان الأصليون من المابوتشي قد بدؤا صراعا مسلحا يائسا للحفاظ على استقلالهم في وجه الاعتداء العسكري والاقتصادي من قبل حكومتي تشيلي والأرجنتين اللتان كانتا طامعتين في أراضي المابوتشي لاستغلالها كأراض زراعية.
وأثناء زيارته للمنطقة في عام 1860 م تعاطف أوريلي-أنتون مع قضية المابوتشي فقام قادتهم بانتخابه لمنصب ملك ربما لظنهم أن قضيتهم سوف تدبر بشكل أفضل إذا ما مثلهم رجل أوروبي. بدأ أوريلي-أنتون عندها بتأسيس حكومة وعمل علم من الأبيض والأزرق والأخضر سك عملة للدولة ختمت بعبارة «فرنسا الجديدة» (Nouvelle France).
قوبلت جهوده في تأمين اعتراف دولي بمملكته بمقاومة من الحكومتين التشيلية والأرجنتينية والتي ألق القبض عليه وسجنته ثم نفته في عدة حوادث. توفي الملك أوريلي-أنتون فقيرا في فرنسا في عام 1878 م بعد سنوات من الجهود غير المثمرة لاسترجاع حقه وسلطته على مملكته المحتلة.
حاليا، يعيش الأمير فيليب، وهو من ذرية أوريلي-أنتون، في فرنسا وقد أعلن تخليه عن مزاعم جده في المملكة، ولكنه أبقى ذكرى أوريلي-أنتون وتابع في دعمه للكفاح القائم من قبل شعب المابوتشي في حق تقرير المصير وذلك بسك حوالي أربعين عملة من الكبرونيكل والفضة والذهب والبالاديوم منذ عام 1988 م.

## وصلات خارجية

### (بالإنجليزية)التاريخ
- تاريخ المملكة
- تاريخ التاج الأراوكاني
- تاريخ العلم الأراوكاني
- خريطة للمملكة من القرن التاسع عشر
- عملات المملكة من القرن التاسع عشر
- عملات المملكة من القرن العشرين
- عاصمة المملكة
- أوسمة وتشريفات المملكة

### (بالإنجليزية)العائلة الملكية
- سيرة حياة الملك أوريلي-أنتون
- منشور عن الملك أوريلي-أنتون
- قبر الملك أوريلي-أنتون
- الأمير فيليب والأميرة إليزابيث
- وفاة الأميرة إلزابيث
- متحف ملوك أراوكانيا
- المعرض الأراوكاني الملكي
- متحف زعماء المابيش

### (بالإنجليزية)أخرى
- الجمعية الملكية الأراوكانية في شمال أمريكا
- مجلة الجمعية الملكية الأراوكانية في شمال أمريكا
- السوق الأراوكاني
- مصادر ووثائق عن المابيش